# Pygeum persimile
Pygeum persimile är en rosväxtart som beskrevs av Wilhelm Sulpiz Kurz. Pygeum persimile ingår i släktet Pygeum och familjen rosväxter. Inga underarter finns listade i Catalogue of Life.